# Chiesa della Madonna della Catena (Caltanissetta)

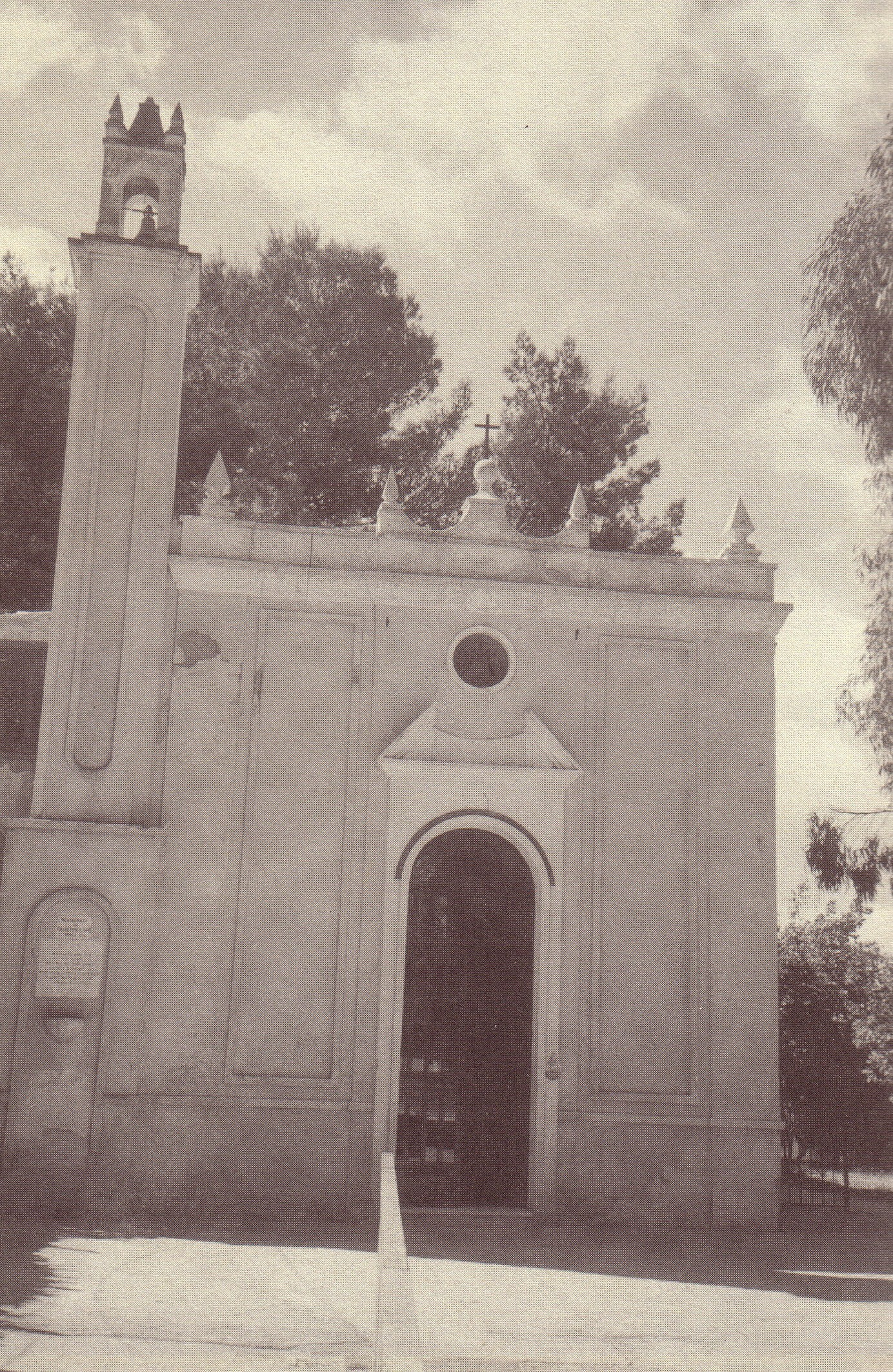
Santuario Madonna della Catena

Il Santuario Madonna della Catena è una piccola chiesa situata nelle vicinanze dell'ex Ospedale Vittorio Emanuele II a Caltanissetta.

## Storia
Originariamente conosciuta come Chiesa di Santa Margherita, dal nome della contrada in cui era edificata, questa storica chiesa fu fondata nel 1734.
L'architettura del santuario si distingue per la sua semplicità e sobrietà. Una piccola torre campanaria si erge sul lato monte, aggiungendo un tocco di grazia all'intera struttura. All'interno, gli arredi sono altrettanto semplici e modesti, riflettendo un senso di umiltà e devozione. Dalla sua edificazione, il santuario ha subito due restauri significativi, nel 1896 e nel 1949, che hanno contribuito a mantenere e preservare la sua austera bellezza.
Questo piccolo ma significativo santuario è dedicato alla Madonna della Catena, il cui culto è strettamente legato al concetto di liberazione. La Madonna è invocata per spezzare le catene dell'oppressione, dell'affanno, della schiavitù e delle angustie di varia natura, siano esse personali, domestiche o di altro tipo. Questo significato spirituale e teologico è ben comunicato dall'iconografia che la raffigura: la Vergine è rappresentata mentre mostra ai fedeli una catena spezzata, tenuta in mano come un trofeo. Questa immagine potente è una perenne testimonianza della sua capacità di intercedere per i fedeli, liberandoli dai problemi quotidiani.
La catena, slegata e mostrata in segno di vittoria, simboleggia tutte le catene che affliggono la vita umana. È un invito a sperare oltre ogni umana speranza, a credere nella potenza e nella pietà della Madonna. In questa catena, i fedeli possono vedere riflesse le loro angustie, i loro problemi e i loro pericoli, che la Vergine Maria può trionfalmente sciogliere.